# Leptocoris ursulae
Leptocoris ursulae – gatunek pluskwiaka różnoskrzydłego z rodziny wtykowatych i podrodziny Serinethinae.
Gatunek ten opisali w 2012 roku Crystal Perreira, Scott Carroll i Jenella Loye na podstawie 15 okazów odłowionych w 2008 roku. Epitet gatunkowy nadano na cześć heteropterolog Ursuli Göllner-Scheiding.
Pluskwiak ten osiąga od 10,4 do 13,5 mm długości ciała. Ubarwiony jest bladopomarańczowo z jaskrawo czerwonymi oczami, czarnymi: odnóżami, czułkami, kłujką i zakrywką oraz szarawym podbarwieniem na półpokrywach, przedpleczu, tarczce i spodzie ciała. Drobne włoski na ciele mają różne odcienie brązu. Jest smuklejszy od innych przedstawicieli rodzaju, osiągając od 2,5 do 3,7 mm szerokości trapezowatego przedplecza. Oprócz form o w pełni rozwiniętych półpokrywach spotyka się także formy krótkoskrzydłe. Narządy rozrodcze samców wyróżniają się haczykowatymi paramerami, zakrzywionymi na zewnątrz i dogrzbietwowo. 
Pluskwiak ten jest endemitem Ugandy. Jedyną znaną rośliną żywicielską jest Cardiospermum grandiflorum.